# Julius Lenhart
Pour les articles homonymes, voir Lenhart.
Julius Lenhart (27 novembre 1875 à Vienne (Autriche) – 10 novembre 1962 à Vienne) était un gymnaste autrichien.

## Palmarès

### Jeux olympiques
- Saint-Louis 1904
  -  médaille d'or au concours général individuel
  -  médaille d'or au concours par équipes
  -  médaille d'argent au combiné 3 épreuves